# بد ارلاخ
بد ارلاخ (به آلمانی: Bad Erlach) یک منطقهٔ مسکونی در اتریش است که در ناحیه وینر نوی‌اشتات-لاند واقع شده‌است. بد ارلاخ ۹٫۱۵ کیلومتر مربع مساحت دارد ۳۱۲ متر بالاتر از سطح دریا واقع شده‌است.